# Обулен Коржинек, Нина
Нина Обулен Коржинек (урождённая Обулен, хорв. Nina Obuljen Koržinek; род. 27 мая 1970, Дубровник) — хорватский политический и государственный деятель. Член партии «Хорватское демократическое содружество». Министр культуры и СМИ Хорватии с 19 октября 2016 года.

## Биография
Родилась 27 мая 1970 года в Дубровнике. Дочь Павики Обулен (Pavica Obuljen) и инженера по телекоммуникациям Николы Обулена (Nikola Čičo Obuljen; род. 1938), члена «Хорватского демократического содружества», мэра Дубровника (с 1993), депутата Хорватского сабора (с 1995). Её брат Тонко Обулен (Tonko Obuljen; род. 1966) — директор государственного регулятора телекоммуникаций HAKOM.
В 1992 году окончила Музыкальную академию в Загребе по классу скрипки.
В 1996 году окончила факультет философии Загребского университета, где изучала французский язык и сравнительное литературоведение.
В 2004 году окончила магистратуру на факультете политологии Загребского университета по направлению сравнительная политология. В 2013 году получила степень доктора наук (dr. sc.) в области политологии на факультете политологии Загребского университета.
Окончила Дипломатическую академию Министерства иностранных дел.
Помимо родного, владеет английским, французским и итальянскими языками.
В студенческие годы, в 1992—1996 годах работала сотрудницей ректората Загребского университета.
В 1997—1998 годах работала консультантом в Управлении по гендерному равенству ЮНЕСКО в Париже.
В 1998—2000 годах работала руководителем офиса министра в Министерстве культуры.
В 2000 году работала начальником департамента ЮНЕСКО в Министерстве иностранных дел.
В 2000—2006 и 2012—2012 годах работала научным сотрудником в Институте развития международных отношений (IRMO) в Загребе.
В 2006—2012 годах работала помощником министра и государственного секретаря в Министерстве культуры.

## Политическая карьера
19 октября 2016 года назначена министром культуры в правительстве под руководством премьер-министра Андрея Пленковича. 23 июля 2020 года назначена министром культуры и СМИ в следующем правительстве. 17 мая 2024 года назначена на тот же пост в третьем кабинете Пленковича.

## Награды
Награждена орденом Искусств и литературы Министерства культуры Франции.

## Личная жизнь
Замужем. Её муж Хрвое Коржинек (Hrvoje Koržinek) — глава офиса деятельности инспекции Директората охраны объектов культурного наследия Министерства культуры и СМИ.